# Gimhae
Gimhae is een stad in de Zuid-Koreaanse provincie Gyeongsangnam-do. De stad telt 477.000 inwoners.

## Bestuurlijke indeling
- Jinyeong-eup
- Daedong-myeon
- Hallim-myeon
- Jangyu-myeon
- Jillye-myeon
- Juchon-myeon
- Saengnim-myeon
- Sangdong-myeon
- Bukbu-dong
- Buram-dong
- Buwon-dong
- Chilsanseobu-dong
- Dongsang-dong
- Hoehyeon-dong
- Hwalcheon-dong
- Naeoe-dong
- Saman-dong

## Stedenbanden
- Ayodhya, India
- Wuxi, China
- Munakata, Japan
- Salem, Verenigde Staten

## Foto's

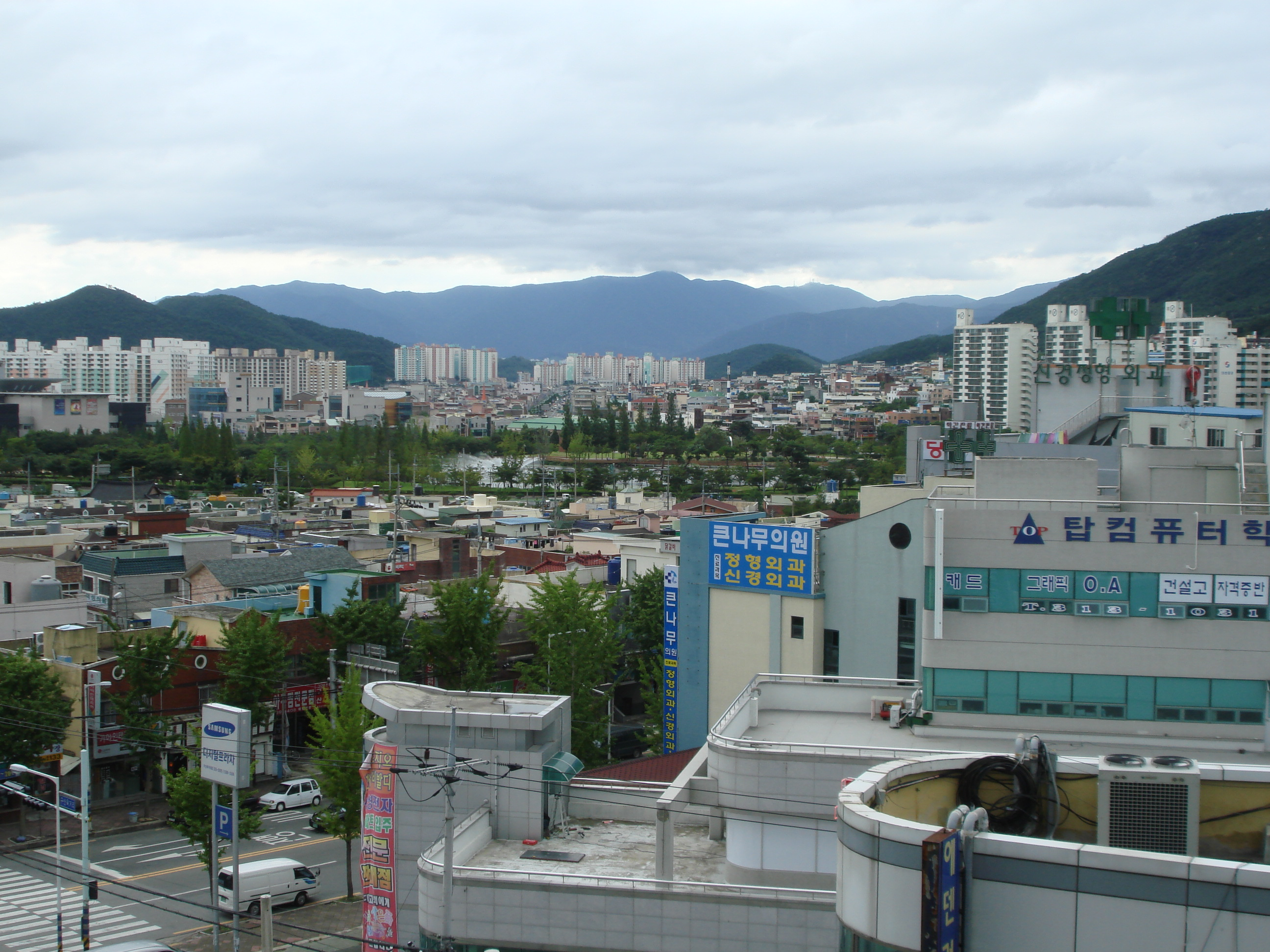
Overzicht naar het westen
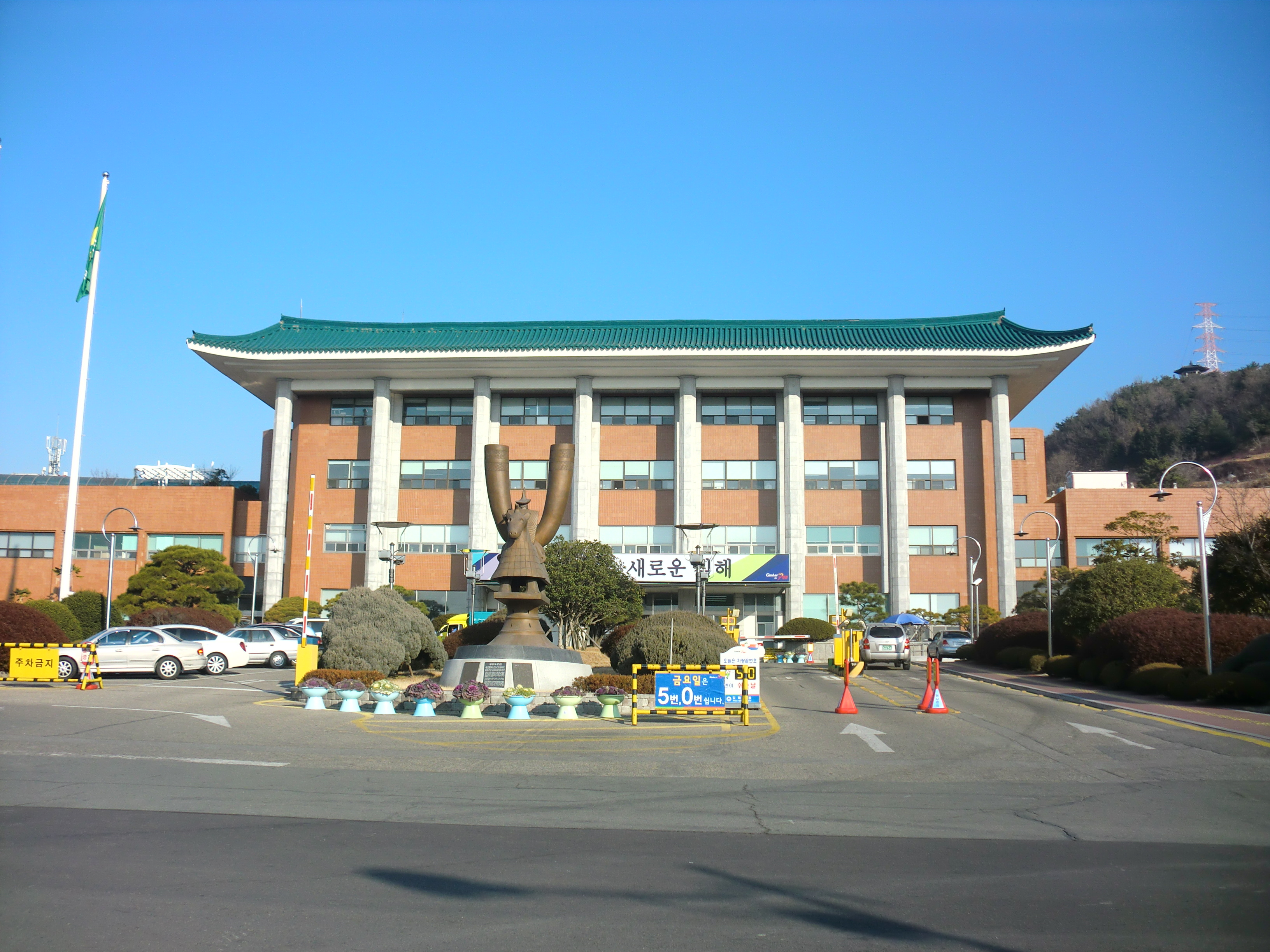
Stadhuis
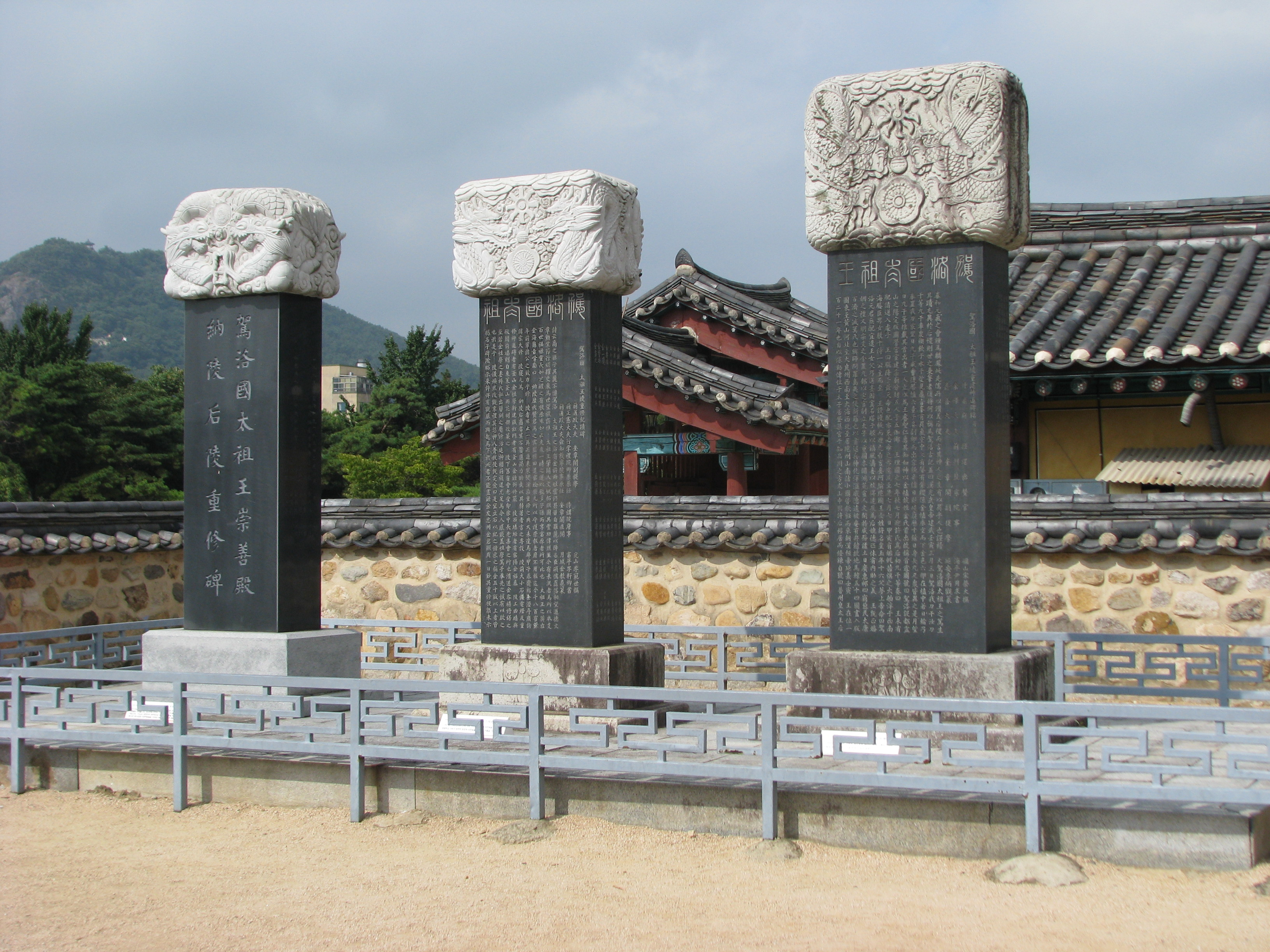
Grafstenen
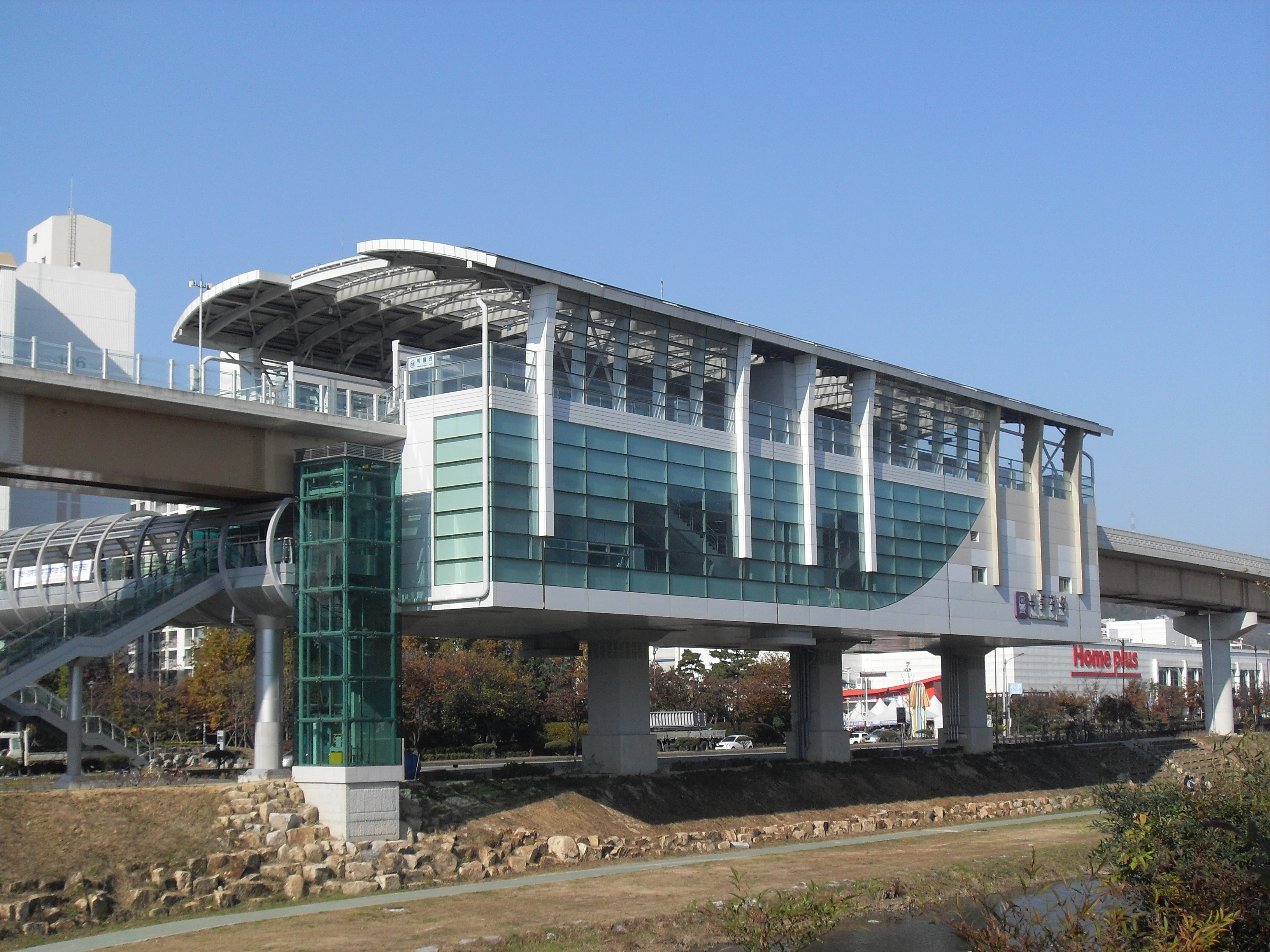
Gimhae National Museum Station

## Geboren
- Roh Moo-hyun (1946-2009), president van Zuid-Korea (2003-2008)